# Polyalthia zamboangaensis
Polyalthia zamboangaensis är en kirimojaväxtart som beskrevs av Elmer Drew Merrill. Polyalthia zamboangaensis ingår i släktet Polyalthia och familjen kirimojaväxter. Inga underarter finns listade i Catalogue of Life.